# Revés/Yo soy
Revés/Yo Soy es el cuarto álbum de estudio de la banda de rock alternativo Café Tacvba, lanzado al mercado el 20 de julio de 1999 por Warner Music Group. Está compuesto de dos discos: Revés, un disco con sonido instrumentales hecha por la banda; y Yo Soy, una colección de canciones cantadas por Rubén Albarrán y Emmanuel del Real. Es considerado el primer álbum de post-rock iberófono.
El álbum no se ha podido publicar en plataformas digitales debido a problemas administrativos relacionados con la discográfica en su momento. La banda tuvo los derechos de masterización del álbum "Revés", sin embargo no obtuvieron los derechos del "Yo Soy", lo que complicó su lanzamiento en plataformas digitales. Algunas canciones del álbum Revés/Yo Soy se puede escuchar en su formato digital en su álbum recopilatorio, Tiempo Transcurrído (2001), las canciones son, 13/Revés, La Locomotora, Dos Niños, La Muerte Chiquita y 2.

## Información
Originalmente los integrantes del grupo propusieron en 1998 a su disquera de aquel entonces, Warner Music, sólo el álbum Revés, pero ésta decidió que tendrían que sacar algo con voces porque (según argumentaron) era eso lo que los identificaba. Fue por esto que el grupo decidió editar Yo soy junto con Revés. 
El hecho de que fueran dos discos hizo que Rubén Albarrán optara por darse nombres distintos para cada uno, así que en los créditos de Revés aparece como "Nrü" (que supuestamente viene de la abreviación de la frase "Núcleo Radio Üno"), mientras que en Yosoy el cantante principal es "Amparo Tonto Medardo In La Kech", nombres con los que continuó hasta diciembre del 2000 cuando se bautizó como "G-3".
Fue lanzado en 1999 y ganó el Grammy Latino al año siguiente por Mejor Álbum de Rock. En el primer año de celebrarse los Latin Grammy.
El álbum se caracterizó por sus letras surrealistas y sus influencias de la música electrónica, música clásica contemporánea y música experimental aterrizadas en el rock y el folklore mexicano. El carácter experimental del álbum y la ausencia de un sencillo comercializable provocaron un bajo éxito en ventas por lo que la disquera decidió sacarlo del mercado. Asimismo, por esta misma razón la empresa decidió terminar contrato con el grupo.